# Diane (1929)
Diane ist deutscher Historien-Stummfilm aus dem Jahr 1929 von Erich Waschneck mit Olga Tschechowa in der Titelrolle. 

## Handlung
Die Geschichte spielt zur Zeit der Eroberungsfeldzüge von Napoleon I. im Osten Europas. Die Französin Diane befindet sich gerade mit ihrem Kind und ihrer Zofe auf dem Weg zu ihrem Gatten, dem Kommandanten Oberst Guy de Lasalle, als die Russen sie abfangen und als Gefangene in das russische Hauptquartier bringen. Dort muss sie sich der Männerblicke von Soldaten und Offizieren, die schon seit langem kein weibliches Wesen mehr gesehen haben, erwehren. 
Der kommandierende General der russischen Armee, Fürst Gagarin, setzt sie jedoch bald wieder auf freien Fuß, und Diane kann ihre gefährliche Reise fortsetzen. Das Wiedersehen zwischen Diane und ihrem Gatten fällt mehr als nur unterkühlt aus; der Oberst glaubt Beweise dafür zu haben, dass ihn seine Frau hintergangen haben muss. Bitter enttäuscht macht sich Diane mit Kind und Zofe erneut auf den Weg. Da erkennt der Oberst, dass er Diane Unrecht getan hat und jagt ihr hinterher. Schließlich kommt es zur Wiedervereinigung und Versöhnung.

## Produktionsnotizen
Gedreht im Dezember 1928 bis Januar 1929 im Terra-Glashaus in Berlin-Marienfelde, wurde Diane zweimal der Zensur (im Februar und März 1929) vorgelegt, ehe der Film am 23. April 1929 in Berlins Capitol-Kino uraufgeführt werden konnte. Der Siebenakter besaß eine Länge von 2292 Metern und wurde mit Jugendverbot belegt.
Robert Wuellner übernahm die Produktionsleitung, Andrej Andrejew gestaltete die Filmbauten. Leopold Verch entwarf die Kostüme. Karl Ehrlich übernahm die Aufnahmeleitung. 

## Kritiken
Der Film fand bei der Kritik nur mäßige Aufnahme. Nachfolgend drei Beispiele:
Georg Herzberg schrieb im Film-Kurier: „Das Manuskript von Vanloo und Hans Rameau ist reich an Ereignissen und dramatischen Momenten. […] Die Handlung ist bunt und abwechslungsreich aber oberflächlich im einzelnen. Den an sich tragischen Einzelheiten fehlt oft die nötige psychologische Vertiefung. […] Es wäre ungerecht, den Regisseur Erich Waschneck allein für diese Leere verantwortlich zu machen. […] Er besitzt jedoch nicht die Kraft, das von den Autoren gelieferte Halbe und Unvollständige zu veredeln. […] Die Darstellung ist erfreulich.“
Auch Heinz Pol bemängelte das Drehbuch. In der Vossischen Zeitung befand er: „Ein schwaches, spannungsloses Manuskript (Verfasser: Vanloo), das es nicht fertig bringt, den historischen Rahmen mit der Handlung in nähere Beziehung zu rücken. Der Rückzug Napoleons aus Rußland war eine der grandiosesten und erschütterndsten Weltereignisse. Im Film wird das nicht einmal angedeutet. […] Was an Milieuschilderung gezeigt wird, hält sich getreulich an den Stil des Althergebrachten: die französischen Offiziere sind ritterliche Herren, die Russen jedoch kennen weiter nichts als Trinken und Tanzen. Die Rolle Dianes selbst bleibt ganz passiv.“
Hans Sahl kam zu folgendem Schluss: „Es hätte, trotz allem, ein guter Film werden können, wenn Erich Waschnecks Regie über malerisch photographierte Reiterbilder und Uniformszenen hinaus die Vorgänge beschleunigt, zusammengefasst hätte. So bleibt, neben Olga Tschechowas wundervoll getragenem Spiel, nur die Erinnerung an eine Filmhistorie, die mit Kostümen, Pferden und militärischen Umzügen schattenhaft im Hintergrund verschwinden.“